# Klapa

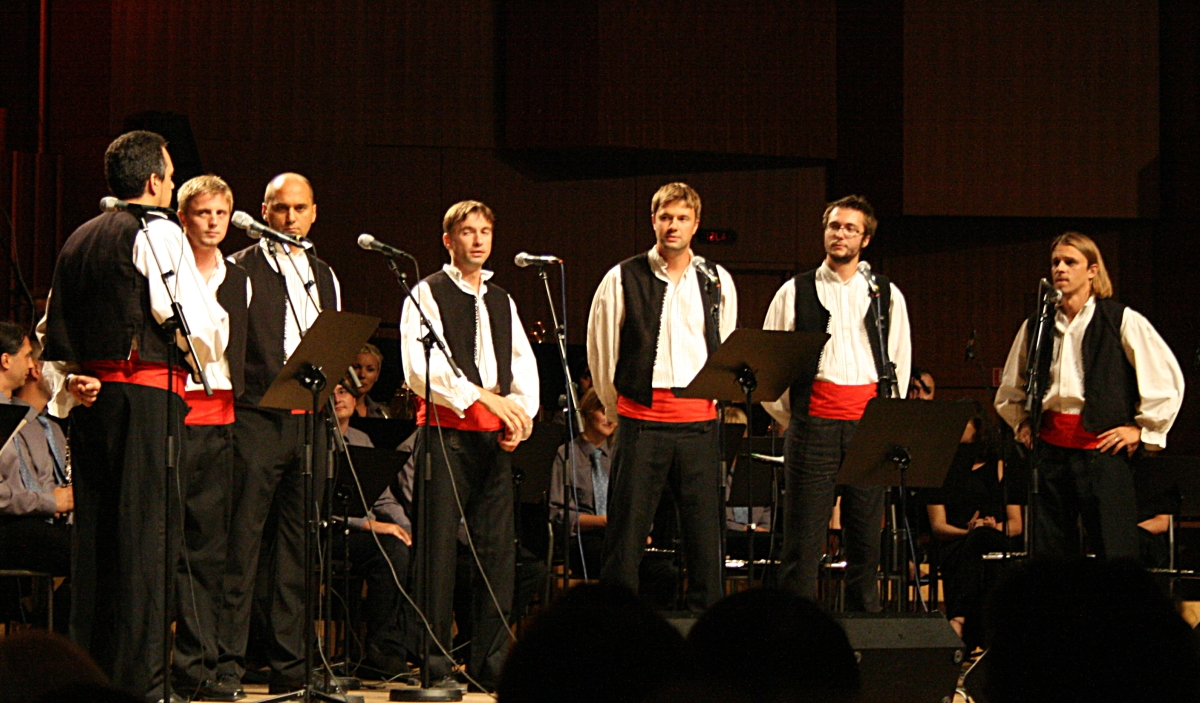
Klapa „Sagena“

Klapa sind städtische Volksmusik-Gruppen, die in der südkroatischen historischen Region Dalmatien zu besonderen Anlässen, meist unbegleitet, polyphone Gesänge darbieten.
Klapa bedeutet „Gruppe“. Die Wurzeln des Musikstils lassen sich im liturgischen Kirchengesang finden. Die behandelten Themen sind die Liebe, der Wein und die Lese, das Heimatland und das Meer. Die Musik lebt von den Harmonien und Melodien, der Rhythmus hat nur untergeordnete Bedeutung.
Ursprünglich waren es reine Männerformationen aus bis zu zwölf Sängern, die mit ihren Stimmen eine besondere Atmosphäre erzeugen können. Heute gibt es auch reine Frauen-Klapa und, allerdings eher selten, gemischte Klapa. Jedes Mitglied der Gruppe verfügt über eine andere Stimmhöhe, dadurch entsteht insgesamt ein sehr geschlossenes Tongebilde. Eine traditionelle Gruppe besteht aus einem ersten Tenor, einem zweiten Tenor, der die Melodie in Terzen begleitet, einem Bariton und einem Bass, wobei alle Stimmen außer dem ersten Tenor geteilt werden können. Gelegentlich dient ein zurückhaltendes Musikinstrument, wie Gitarre oder Tamburica, eine Art Mandoline, als Begleitung.
Klapa-Musik bedarf – ähnlich wie der klassische A-cappella-Gesang – besonderer Übung. Die Intonation der Lieder variiert stark, sie beginnen oft sehr leise und erleben im Laufe des Liedes zahlreiche, sukzessive Anstiege der Lautstärke oder Tonhöhe. Die Musik kann beim Zuhörer eine meditative Wirkung haben und tiefe Gefühle wecken.
Klapa erfreut sich in Dalmatien wieder besonderer Beliebtheit und gehört seit der letzten Jahrtausendwende zur kroatischen Popularmusik. Es werden neue Stücke komponiert und Wettbewerbe abgehalten, beispielsweise jedes Jahr im Sommer in Omiš und in Kaštela.

## Verschiedene Klapas
- Klapa Maslina
- Klapa Trogir
- Klapa Intrade
- Klapa Cambi
- Klapa Filip Dević
- Klapa Sinj
- Klapa s mora
- Klapa TOP Pinkovac